# Fernando Sylvan
Fernando Sylvan war das Pseudonym von Abílio Leopoldo Motta-Ferreira (* 26. August 1917 in Dili, Portugiesisch-Timor; † 25. Dezember 1993 in Cascais, Portugal), einem portugiesischsprachigen Dichter und Autor, der aus Osttimor stammt. Mit sechs Jahren verließ sein Vater mit ihm die Heimat und ging nach Portugal. Die Mutter blieb auf Timor zurück.
Sylvan lebte den Großteil seines Lebens in Portugal, wo er auch Präsident des Instituto Camões, dem Institut für Portugiesische Sprache, wurde. Im portugiesischen Exil setzte er sich für die Unabhängigkeit seiner von Indonesien seit 1975 besetzten Heimat ein. Besonders befasste er sich mit den Legenden Osttimors, die er als Sammlung herausbrachte.
Am 9. Juni 1994 erhielt Sylvan postum das Großkreuz des Ordens des Infanten Dom Henrique.